# Goner
Goner è un brano musicale del duo musicale statunitense Twenty One Pilots, pubblicato nel loro quarto album in studio Blurryface nel 2015.

## Descrizione
Traccia conclusiva di Blurryface, il brano è stato prodotto da Ricky Reed e registrato ai Paramount Recording Studios di Hollywood, in California, insieme a We Don't Believe What's on TV, ed è scritto come di consueto dal cantante del duo Tyler Joseph.
Power ballad incentrata principalmente sul pianoforte e la voce di Tyler Joseph, è stata definita dai recensori di Alternative Press un brano «catartico».
Prima di essere riregistrato per Blurryface, il brano era già stato composto e pubblicato dal solo Tyler Joseph nel suo album da solista No Phun Intended, in una versione ridotta e suonata con la fisarmonica. Una versione simile, a nome del duo, è stata pubblicata l'11 febbraio 2012 con un video ufficiale diretto da Reel Bear Media su YouTube.

## Formazione
Twenty One Pilots
- Tyler Joseph – voce, pianoforte
- Josh Dun – batteria

Altri musicisti
- Ricky Reed – programmazione, basso

Produzione
- Ricky Reed – produzione
- Drew Kapner – ingegneria del suono
- Victor Luevanos – assistenza tecnica

## Classifiche
| Classifica (2015)  | Posizione massima |
| ------------------ | ----------------- |
| Stati Uniti (rock) | 32                |